# Anouk Kruithof

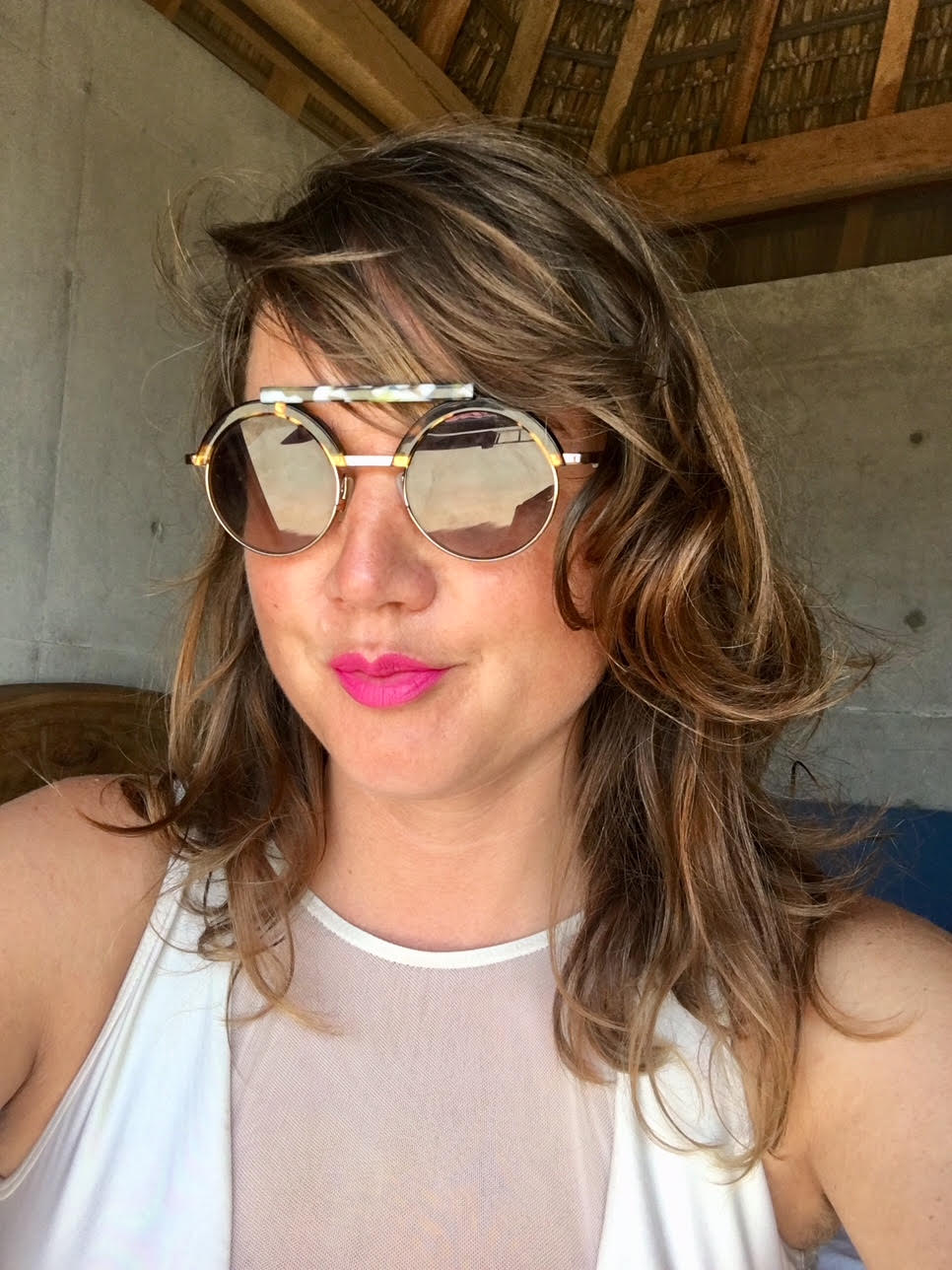
Anouk Kruithof v Casa Wabi, Oaxaca, Mexiko, březen 2018

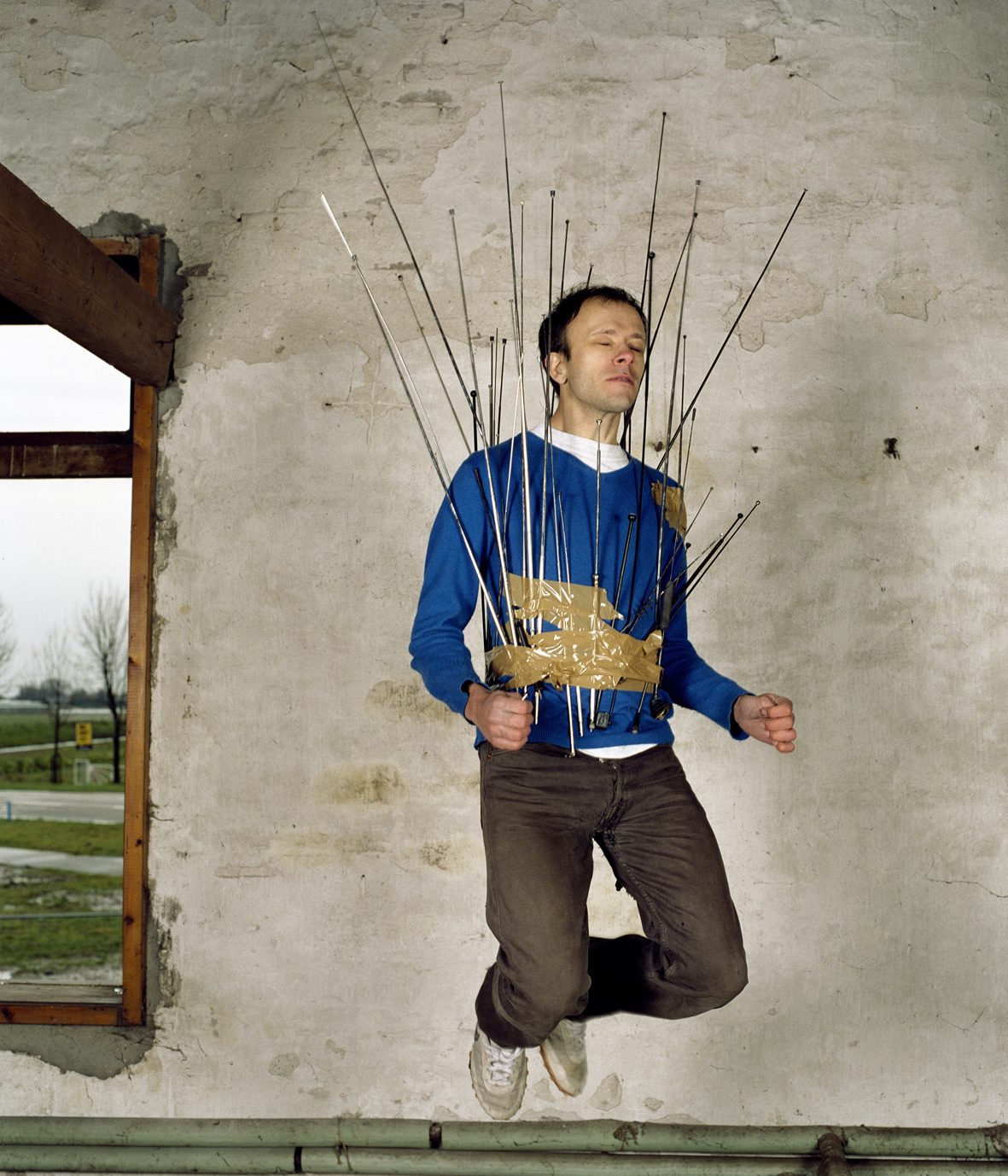
No title, ze série We are the blue people, 2007, 6. BIENNALE INTERNATIONALE DE LA PHOTOGRAPHIE ET DES ARTS VISUELS DE LIEGE – VISUEL

Anouk Kruithof (* 2. června 1981) je nizozemská fotografka a umělkyně, jejíž výstavy a knihy spojují sociální, koncepční, fotografické performance a video. Nejznámější je její výtvarná kniha Happy Birthday to You (Všechno nejlepší k narozeninám). Anouk Kruithof svá díla vystavuje na různých samostatných i skupinových výstavách, mimo jiné v Muzeu moderního umění v New Yorku. Od Mezinárodního centra fotografie získala cenu Infinity Award; dále pak Photography Jury Grand Prize a Photo Global scholarship na Mezinárodním festivalu módy a fotografie v Hyères a cenu Charlotte Köhler Prize od Prins Bernhard Cultuurfonds. Svou základnu má v New Yorku.

## Život a dílo
Kruithof se narodila v roce 1981 v nizozemském Dordrechtu. Vystudovala fotografii na Akademii umění a designu St. Joost se sídlem v Bredě. V letech 2008–2009 dokončila umělecký pobyt v Künstlerhaus Bethanien v Berlíně. V roce 2011 se přestěhovala do New Yorku, kde žije a pracuje na svých uměleckých projektech.
Její knihu Happy Birthday to You (Všechno nejlepší k narozeninám) ocenil Martin Parr a její knihu A Head with Wings (Hlava s křídly) ocenil kritik Jörg Colberg.

## Publikace

### Publikace Kruithofové
- Het Zwarte gat = The Black Hole. Rotterdam, the Netherlands: Episode Publishers, 2006. ISBN 9789059730441.
- Playing Borders, This Contemporary State of Mind. Berlin: Revolver Publishing by Vice Versa Vertrieb, 2009. ISBN 9783868950403. Vydání 400 kopií.
- Becoming Blue. Berlin: Revolver Publishing by Vice Versa Vertrieb, 2009. ISBN 9783868950243. Texty v angličtině, němčině a nizozemštině.
- The Daily Exhaustion. Baden, Switzerland: Kodoji Press, 2010. ISBN 9783037470343. Vydání 5000 kopií. Free newspaper.
- A Head with Wings. St Paul, MN: Little Brown Mushroom, 2011. OCLC 760918291. Vydání 1000 kopií. Commissioned by Alec Soth; design: Kruithof, Soth a Hans Seeger.
- Lang Zal ze Leven = Happy Birthday to You. Self-published, 2011. ISBN 9789081708111. Vydání 500 kopií.
- Pixel-stress. Paris: RVB Books, 2013. ISBN 979-10-90306-21-9. Vydání 1000 kopií.
- SPBH pamphlet IV: Case report 468. Londýn: Self Publish, Be Happy, 2013. OCLC 854565638. Vydání 500 kopií. Pamphlet, folds out into poster. Text: Hillery Bosworth, fotografie: Kruithof and series editor Nicholas Muellner. According to the colophon, „The pamphlet was created in conversation with the collection of Jan Larsen and Tang Nguyen, on April 26 and 27, 2013 in New York city“ and „This special edition pamphlet was commissioned by and distributed in conjunction with 10x10 American photobooks in association with the International Center of Photography library, Photobook Facebook Group and Tokyo Institute of Photography.“
- Untitled (I’ve taken too many photos / I’ve never taken a photo). Rotterdam: Stress Press, 2014. ISBN 9789081708104. Vydání 500 kopií.
- The Bungalow. Eindhoven, the Netherlands: Onomatopee, 2014. ISBN 9789491677236. Uses photographs by Brad Feuerhelm. Edited in collaboration with Freek Lomme (text) and Christof Nussli (images). Vydání 1200 kopií.
- Neutral. Munich, Germany: Galerie Jo van de Loo; self-published, 2016. Text: Christoph Sehl. Vydání 200 kopií.
- Automagic. Madrid and Mexico City: Editorial RM; self-published: Stresspress.biz, 2016. Text: Kruithof a Iñaki Domingo. Vydání 1000 kopií.

### Publikace s příspěvky Kruithofové
- Borough(ed) stories: Drawings and portraits from neighborhoods in New York, Berlin and Amsterdam = tekeningen en portretten uit wijken in New York, Berlijn en Amsterdam. Silvia Russel, 2009. ISBN 9789081397414. Kresby: Silvia Russel, fotografie: Kruithof a další, esej: Mitchell Marco, úvod: Louky Keijsers, překlad: Nienke de Maat.
- The Riso Book: New York. San Francisco, CA: Colpa Press; New York, NY: Endless Editions, 2014. Kruithof, Paul Branca, David Horvitz, Matthew Palladino a Dexter Sinister. Každý umělec přispěl 20 stran. Fifth in The Riso Book series. Vydání 100 kopií.
- Photographers' Sketchbooks. Londýn: Thames & Hudson, 2014. ISBN 9780500544341. Editoři: Stephen McLaren a Bryan Formhals.
- Printed Web #4: Public, Private, Secret. Paul Soulellis; Library of the Printed Web and International Center of Photography Museum, 2016. ISBN 978-0-9840052-8-4. 40 stran. Published on the occasion of an exhibition, Public, Private, Secret, at the International Center of Photography Museum, 2016–2017. Print-on-demand newsprint. Work by Kruithof, Wolfgang Plöger, Lorna Mills, Molly Soda, Travess Smalley, Angela Genusa, Eva and Franco Mattes, Elisabeth Tonnard a Christopher Clary. Text: Michael Connor („Folding the Web“).

## Ocenění
- 2011: Photography Jury Grand Prize, Hyères International Fashion and Photography Festival, Hyères, Francie.[5] Za cykly Happy Birthday to You a The Daily Exhaustion.
- 2011: Stipendium programu Photo Global pořádané School of Visual Arts v New Yorku, Hyères International Fashion and Photography Festival, Hyères, Francie.[5][9]
- 2012: Infinity Awards, kategorie Mladý fotograf, International Center of Photography, New York, NY.[4]
- 2014: Charlotte Köhler Prize, Prins Bernhard Cultuurfonds.[6] Cena 30000 euro.

## Výstavy

### Samostatné výstavy
- 2009: Becoming Blue and Enclosed Content Chatting Away In The Colour Invisibility, Künstlerhaus Bethanien, Berlín, 20. února – 8. března 2009.[10]
- 2009/2010: Becoming Blue and Enclosed Content Chatting Away In The Colour Invisibility, Museum Het Domein Sittard, Sittard, Nizozemsko, 26. září – 3. ledna 2010.[11]
- 2010: Becoming Blue and Enclosed Content Chatting Away In The Colour Invisibility, Galerie Adler, Frankfurt, 13. března – 1. května 2010.[12]
- 2012: Fragmented Entity, 5. ledna – 4. února 2012, Boetzelaer Nispen, Londýn.[13]
- 2013: Every Thing is Wave, 7. září – 26. října 2013, Boetzelaer Nispen, Londýn.[14]
- 2015: #Evidence, Boetzelaer Nispen, Amsterdam, September–November 2015.[15]
- 2016: Neutral, Galerie Jo van de Loo, Mnichov, Německo, červen-červenec 2016.[16]

### Společné výstavy a účast na festivalech
- 2012: Untitled (I’ve taken too many photos / I’ve never taken a photo), Tour des Templiers, Hyères International Fashion and Photography Festival, Hyères, Francie.[3][5]
- 2012: The Youth Code, součást Daegu Photo Biennale, Daegu, Jižní Korea. Obsahoval také díla Kruitofové, stejně jako autorů Ryan McGinley, Willem Popelier a Viviane Sassen.[17]
- 2015: Ocean of Images: New Photography 2015, Museum of Modern Art, New York, listopad 2015 – březen 2016. Fotografie: Kruithof, Ilit Azoulay, Zbyněk Baladrán, Lucas Blalock, Edson Chagas, Natalie Czech, DIS (collective), Katharina Gaenssler, David Hartt, Mishka Henner, David Horvitz, John Houck, Yuki Kimura, Basim Magdy, Katja Novitskova, Marina Pinsky, Lele Saveri, Indrė Šerpytytė a Lieko Shiga.[18]